# 补党河
补党河，也作补挡河，位于中国云南省东南部，是西江南盘江段右岸支流，发源于文山壯族苗族自治州丘北县官寨乡东部石场焰（石场园），向北流至师宗县龙庆彝族壮族乡梳峰村以西入南盘江。全长39公里，河道比降16.3‰，落差564米，流域面积496.5平方公里。平均年径流量2.05亿立方米，水力资源理论蕴藏量2.48万千瓦。